# 穆基伊夫卡
50°49′25″N 34°16′46″E / 50.82361°N 34.27944°E
穆基伊夫卡（烏克蘭語：Мукіївка）是位於烏克蘭東北部的村莊，由蘇梅州蘇梅區的米科萊夫卡鎮級市鎮負責管轄。該村處於蘇拉河左岸，距離瓦利伊夫卡1公里，海拔高度176米，2001年人口29。